# Wanderson Santos Pereira
Wanderson Santos Pereira (nacido el 7 de febrero de 1991) es un futbolista brasileño que juega como defensa en Avaí F. C..

## Trayectoria

### Clubes
| Club                     | País   | Año         |
| ------------------------ | ------ | ----------- |
| Francana                 | Brasil | 2011 - 2012 |
| Sertãozinho              | Brasil | 2012 - 2014 |
| Corinthians (cedido)     | Brasil | 2013 - 2014 |
| Treze                    | Brasil | 2014        |
| São Bento                | Brasil | 2015        |
| Criciúma                 | Brasil | 2015        |
| Ferroviária              | Brasil | 2016        |
| Athletico Paranaense     | Brasil | 2016 - 2019 |
| Shimizu S-Pulse (cedido) | Japón  | 2019        |
| E. C. Bahia              | Brasil | 2019 -      |